# 立陶宛民主劳动党

立陶宛民主劳动党标志

立陶宛民主劳动党（缩写为LDDP）是立陶宛历史上的一个政党。1989年12月19日，立陶宛共产党分裂，多数派脱离苏联共产党的领导，仍称“立陶宛共产党”，不久被称作立陶宛共产党（独立），以区别于原立陶宛共产党少数派形成的“立陶宛共产党（基于苏共纲领）”。1990年12月，改名为立陶宛民主劳动党。2001年，该党并入立陶宛社会民主党。